# Colin Murdock
Colin Murdock (Ballymena, 2 luglio 1975) è un ex calciatore nordirlandese, di ruolo difensore.

## Carriera

### Club
Ha iniziato la carriera nei Red Devils, giocando in seguito per Oldham Athletic, Preston North End, Hibernian, Crewe Alexandra, Rotherham United, Shrewsbury Town e Accrington Stanley.

### Nazionale
Esordisce in Nazionale il 23 febbraio 2000 contro il Lussemburgo (1-3). Tra il 2000 e il 2006 conta 34 presenze e 1 rete.